# Суффленайм
Суффлена́йм (фр. Soufflenheim) — коммуна на северо-востоке Франции в регионе Гранд-Эст (бывший Эльзас — Шампань — Арденны — Лотарингия), департамент Нижний Рейн, округ Агно-Висамбур, кантон Бишвиллер. До марта 2015 года коммуна в составе кантона Бишвиллер административно входила в округ Агно.

## Географическое положение
Коммуна расположена на расстоянии около 410 км от Парижа и в 32 км к северо-востоку от Страсбурга.
Площадь коммуны — 13,24 км², население — 4656 человек (2006) с тенденцией к росту: 4946 человек (2013), плотность населения — 373,6 чел/км².

## Население
Население коммуны в 2011 году составляло 4966 человек, в 2012 году — 4950 человек, а в 2013-м — 4946 человек.
| 1962 | 1968 | 1975 | 1982 | 1990 | 1999 | 2006 | 2008 | 2011 | 2012 | 2013 |
| ---- | ---- | ---- | ---- | ---- | ---- | ---- | ---- | ---- | ---- | ---- |
| 3868 | 4027 | 4281 | 4462 | 4269 | 4400 | 4656 | 4804 | 4966 | 4950 | 4946 |

Динамика населения:

## Экономика
В 2010 году из 3234 человек трудоспособного возраста (от 15 до 64 лет) 2447 были экономически активными, 787 — неактивными (показатель активности 75,7 %, в 1999 году — 72,5 %). Из 2447 активных трудоспособных жителей работали 2174 человека (1170 мужчин и 1004 женщины), 273 числились безработными (142 мужчины и 131 женщина). Среди 787 трудоспособных неактивных граждан 222 были учениками либо студентами, 272 — пенсионерами, а ещё 293 — были неактивны в силу других причин.

## Достопримечательности (фотогалерея)

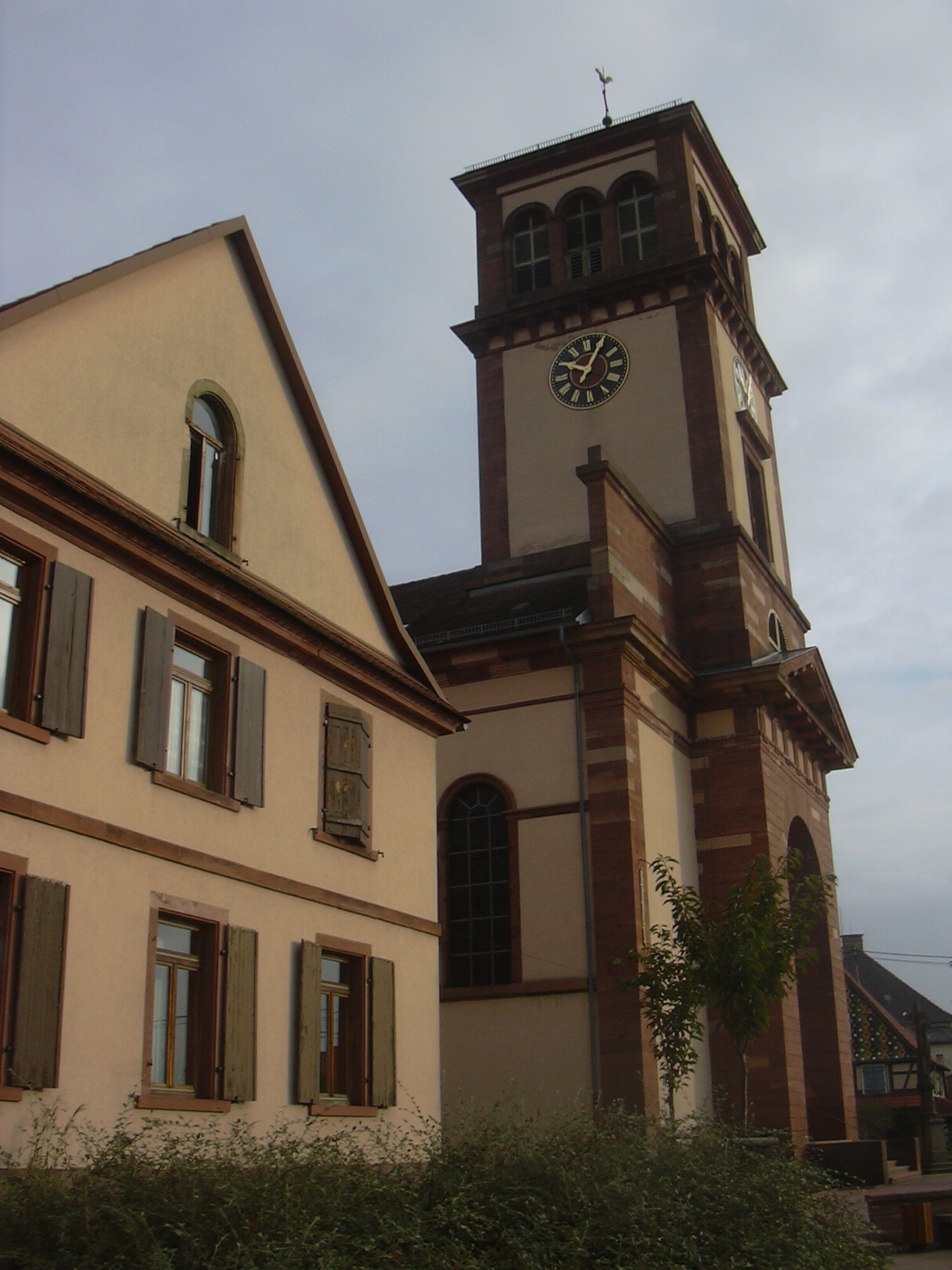
Церковь (1825)
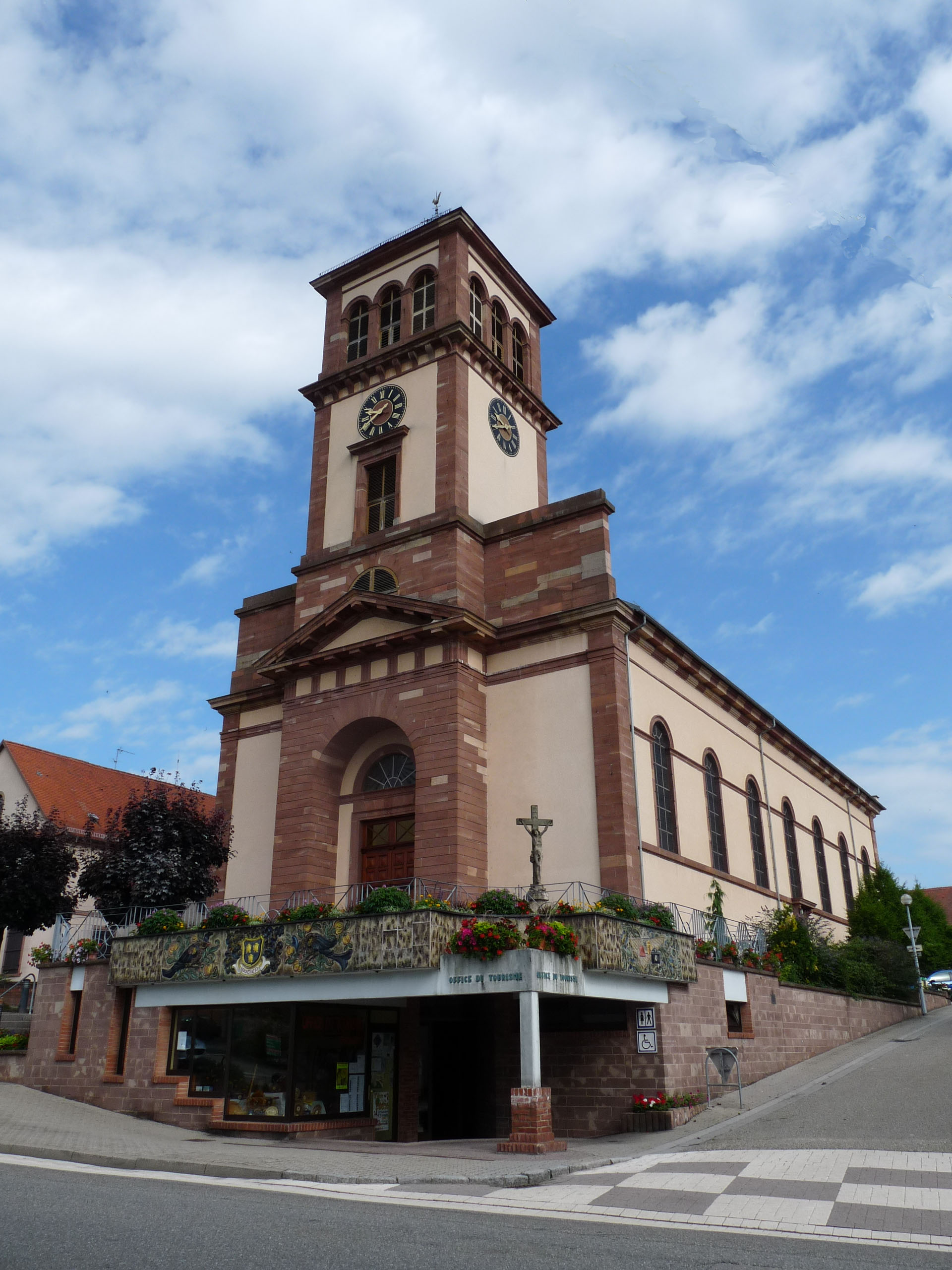
Туристический офис в подвале церкви
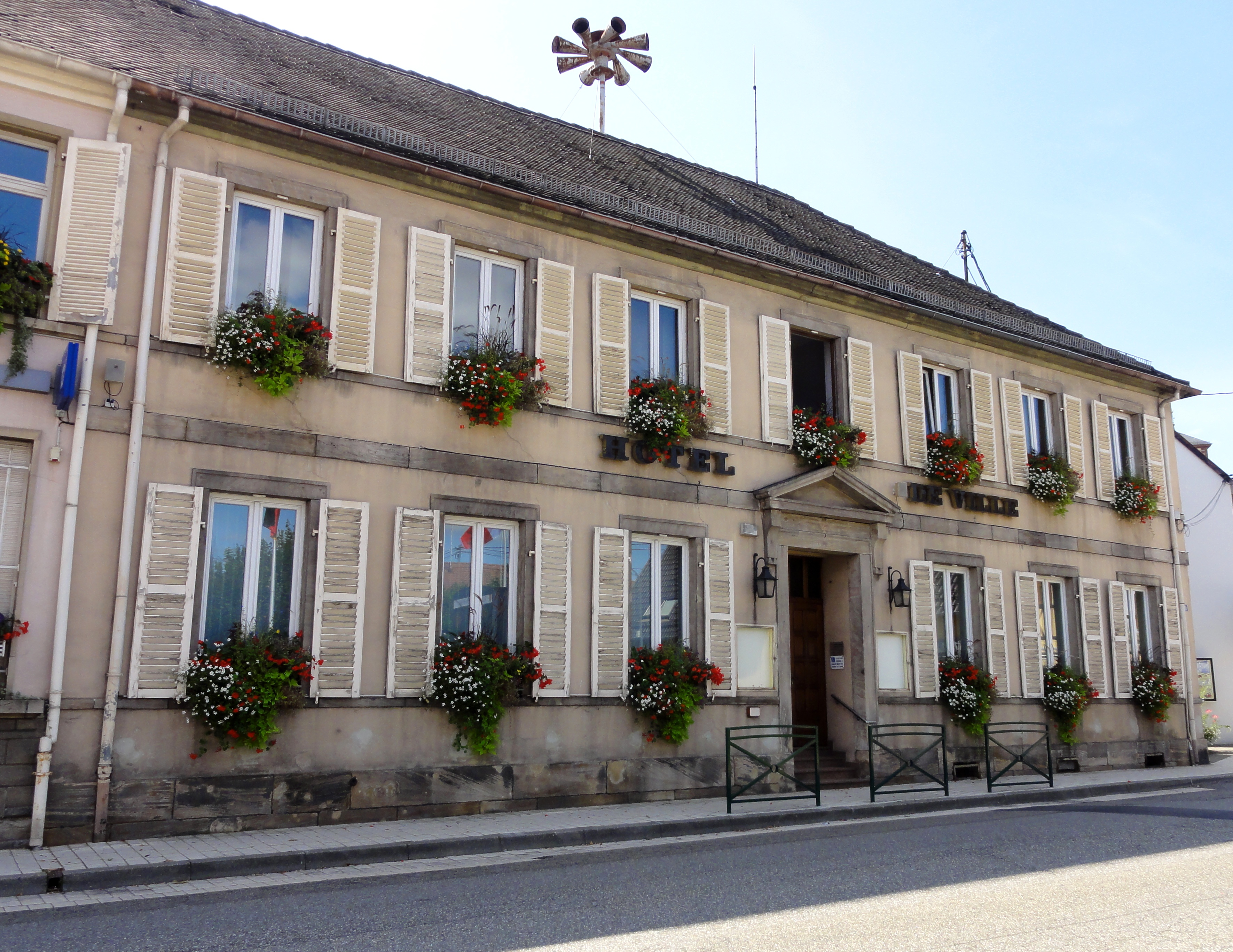
Здание мэрии
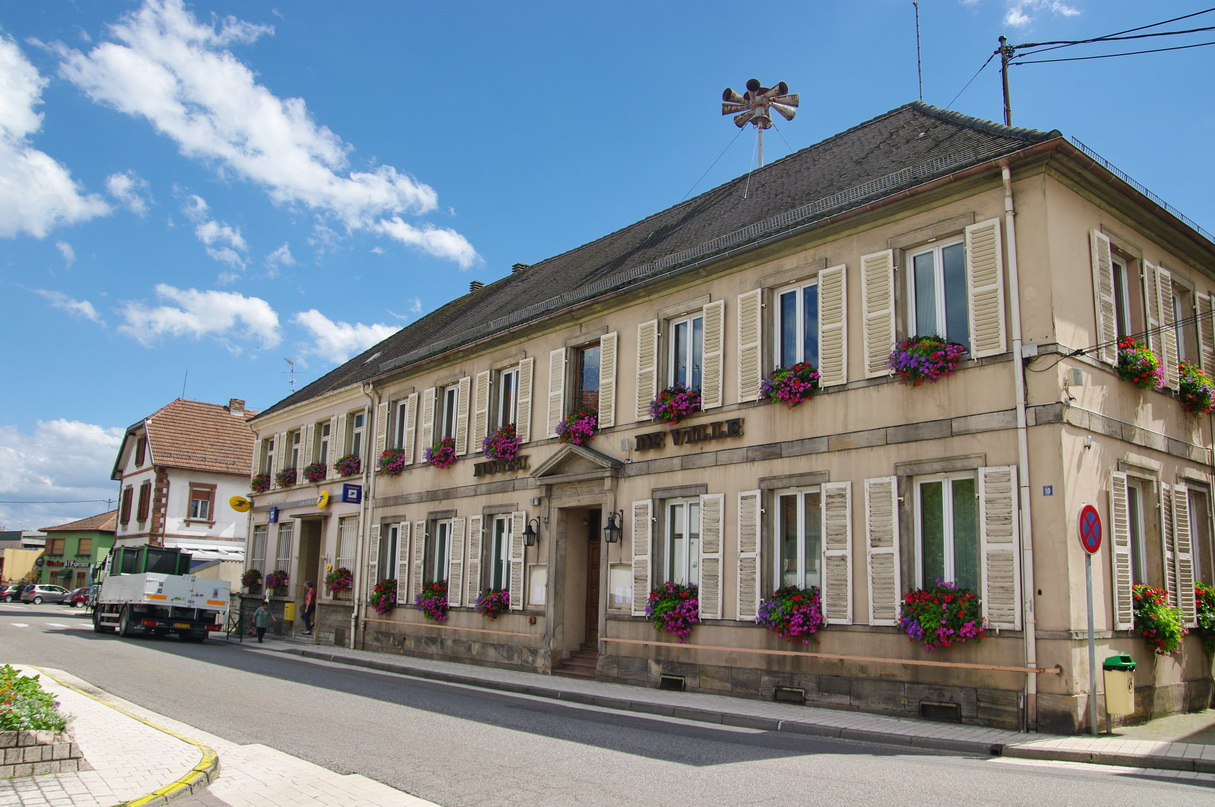
Здание мэрии